# 名魔生死鬥
《名魔生死鬥》（英語：The Incredible Burt Wonderstone）是一部2013年的美国喜劇電影，由唐·斯卡迪諾執導，約翰·法蘭西斯·達利和強納森·高斯汀編劇。

## 劇情
1982年，年輕的阿爾Burt被惡霸騷擾。他的母親給了他資深魔術師Rance Holloway創造的特別魔術道具為作為他的生日禮物。他研究了教學影片，並開始練習一些技巧，吸引了同學Anthony的注意。他們一起練習，最終以Burt Wonderstone和Anton Marvelton的藝名表演專業魔術並獲得成功，並成為在拉斯維加斯的Bally酒店的壓軸表演節目。然而，經過十多年的一遍又一遍執行相同的招數，Anton 受不了Burt的狂妄。而這使得他們以前的女助手退出了，她一直以“妮可”的名字出場。為了表演，Burt在匆忙中只得將制作助理Jane作為新的妮可。
隨後，Burt和Anton遭遇了嶄露頭角的街頭魔術師Steve Gray 的挑戰，他以獨特而可怕的撲克牌魔術進行電視魔術表演，取名為Brain Rapist(大腦沖擊波)。於是Burt和Anton的觀眾數量很快減少，使得Bally的老板Doug Munny很不安 。Anton受到Gray以忍為基礎的特技啟發，建議他和Burt嘗試了類似的策略，通過將他們自己鎖在離開地面的一個塑料籠子(Hot Box)里進行表演。由於過於自信，Burt並沒有為新特技做準備，在表演中幾乎立刻陷入恐慌，導致特技失敗，並使得Anton受傷了。Anton憤怒地結束了他與Burt合作夥伴關系，隨後Jane也退出。
即使這樣Burt也沒有多少改變，繼續單獨進行他的雙人表演，最後導致災難性後果，以致老闆Munny不得不終止該節目，而Burt最後揮霍了他多年的積蓄，破產了。Jane本想跟她合作，但被他頑固地拒絕了。沮喪的Burt試圖尋找工作，最終應聘作為一個助理為一個前拉斯維加斯藝人打下手。在那裡，他遇見了Holloway，一個退隱多年的魔術師，因為他發現表演不再使自己快樂的。Holloway勸告Burt想想最初什麽激發他走向魔術表演的道路。Burt後來驚奇地發現Jane在為Gray工作 - 她也是一個有抱負的魔術師。由Gray的風格感到震驚，Holloway和Burt精心設計了自己的魔術。Jane探望她的祖母時在這里也為Burt的魔術進行了補充。
Doug 開了一家新的賭場酒店，並提供為期五年的合約，對賭場的開幕之夜的人才搜索贏家。他邀請Burt做一個魔術表演在他兒子的生日聚會，但Gray也出現並試圖用他自己的招數搶Burt的戲。因對Gray此行為深惡痛絕，Jane退出了他的表演。Burt想法重新聯系上了Anton，後者在柬埔寨以銷售魔術道具謀生。在柬埔寨發現一種藥物，可以使用戶進入深度睡眠給了他們一個想法，一個聳人聽聞的把戲。
在展會上，Gray的表現涉及到他鑽進了他的大腦，聲稱這會不會影響到他。Holloway介紹Burt，Anton和Jane的節目， “消失的觀眾” 。該小組偷偷釋放了催眠氣讓觀眾昏睡，然後將他們轉移到外面一處的相同布局的座位上。觀眾醒來後驚呆了，最後Doug把獎項頒給了Burt和Anton，讓他們表演首場。他們要求Jane做他們的開場表演。於是三人組再次表演了剛才的魔術，讓消失的觀眾再次??欺騙，大家返回到賭場劇院，而此時精神障礙的Gray也頭戴鑽頭看著這一表演。
當影片結束，最後的場面顯示Burt，Anton，Holloway和其他人如何運送觀眾開放的區域，通過毫不客氣地拖動和運輸無意識的觀眾前往該地區，並牽引他們回到影院在一個移動的廂型車。

## 演員
- 史提夫·卡爾 飾演 Albert Wunderstein/Burt Wonderstone
- 史提夫·布希米 飾演 Anton Marvelton
- 奧利維亞·魏爾德 飾演 Jane
- 亞倫·阿金 飾演 Rance Holloway
- 詹姆士·甘多費尼 飾演 Doug Munny
- 金·凱瑞 飾演 Steve Gray

## 外部連結
- 官方网站
- AllMovie上《The Incredible Burt Wonderstone》的资料（英文）
- 互联网电影数据库（IMDb）上《The Incredible Burt Wonderstone》的资料（英文）